# Anastasia Griffith
Anastasia Griffith (Parijs, 23 maart 1978) is een in Frankrijk geboren Britse actrice.

## Biografie
Griffith werd geboren in Parijs bij een Ierse moeder en een Amerikaanse vader. Zij groeide op in Londen in een gezin van zeven kinderen, een ervan is Jamie Bamber. Griffith heeft gestudeerd aan de Universiteit van Bristol in Bristol waar zij haar diploma haalde in geschiedenis. Hierna ging zij het acteren leren aan de London Academy of Music and Dramatic Art in Londen.

## Filmografie

### Films
Uitgezonderd korte films.
- 2011 And Baby Will Fall – als Ivy Rose
- 2009 Solitary Man – als Carol Salomonde
- 2005 The Headsman – als Anna
- 2004 Nature Unleashed: Fire – als Sharon
- 2004 Alfie – als Chyna
- 2004 Dirty Fifthy Love – als Stevie

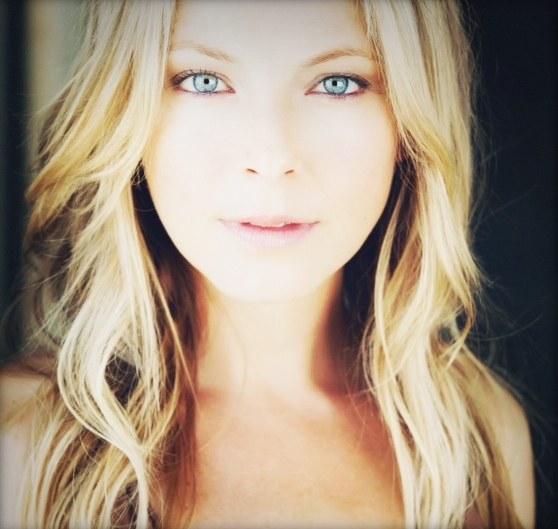
Anastasia Griffith (2007)

- 2004 She's Gone – als prostituee

### Televisieseries
- 2024 Rivals - als Helen Gordon
- 2018 - 2019 Deep State - als Amanda Jones - 16 afl.
- 2017 The Blacklist - als Emma - 1 afl. ("The Harem")
- 2015 Zoo - als Audra Lewis - 3 afl.
- 2015 Elementary - als Agatha Spurrell - 1 afl. ("The View From Olympus")
- 2014 The Wrong Mans - als agente Miller - 3 afl.
- 2013 Banshee - als Dr. Paradis - 1 afl. ("A Mixture of Madness")
- 2011 – 2014 Once Upon a Time – als Kathryn Nolan / prinses Abigail – 8 afl.
- 2012 - 2013 Copper – als Elizabeth Haverford – 23 afl.
- 2010 - 2011 Royal Pains - als Dr. Emily Peck  - 9 afl.
- 2009 - 2010 Trauma - als Nancy Carnahan - 18 afl.
- 2009 Medium - als Samantha Emory - 1 afl. ("The Man in the Mirror")
- 2008 The Cleaner - als Kate Gibbons - 1 afl. ("The Eleventh Hour")
- 2008 Lipstick Jungle - als Kelly Parker - 1 afl. ("Carpe Threesome")
- 2008 New Amsterdam - als Hannah Cleary - 1 afl. ("Golden Boy")
- 2007 – 2009 Damages - als Katie Connor - 22 afl.
- 2007 Law & Order: Special Victims Unit - als Leah Keegan - 1 afl. ("Paternity")
- 2005 The Worst Week of My Life - als Cordelia - 2 afl.

- Biblioteca Nacional de España: XX5571441
- Bibliothèque nationale de France: cb16256069s (data)
- Gemeinsame Normdatei: 1061554570
- International Standard Name Identifier: 0000 0001 1454 5659
- Library of Congress Control Number: no2010028228
- Nationale Bibliotheek van Tsjechië: xx0174819
- Virtual International Authority File: 107444725
- WorldCat: E39PBJpdTR7VfDrWB7BJFHPJDq